# Райпур
Райпур — місто у центральній Індії, столиця штату Чхаттісґарх. Населення становить 1 122 555 осіб за даними перепису 2011 року. До виділення штату Чхаттісґарх 2000 року перебував на території штату Мадх'я-Прадеш.

## Географія
Райпур розташований у центральній частині штату Чхаттісґарх. На сході від міста розташована долина річки Маханаді — центр вирощування рису в Індії. На північний захід від міста розташований масив пагорбів Майкал. На північному сході починається плато Чота-Нагпур. Воно продовжуэться далі на територію штату Джхаркханд.

### Клімат
Місто знаходиться у зоні, котра характеризується кліматом тропічних саван. Найтепліший місяць — травень із середньою температурою 35 °C (95 °F). Найхолодніший місяць — грудень, із середньою температурою 19.9 °С (67.8 °F).
| Клімат Райпура          | Клімат Райпура | Клімат Райпура | Клімат Райпура | Клімат Райпура | Клімат Райпура | Клімат Райпура | Клімат Райпура | Клімат Райпура | Клімат Райпура | Клімат Райпура | Клімат Райпура | Клімат Райпура | Клімат Райпура |
| Показник                | Січ.           | Лют.           | Бер.           | Квіт.          | Трав.          | Черв.          | Лип.           | Серп.          | Вер.           | Жовт.          | Лист.          | Груд.          | Рік            |
| Абсолютний максимум, °C | 33             | 37             | 43             | 45             | 47             | 47             | 38             | 38             | 37             | 37             | 36             | 31             | 47             |
| Середній максимум, °C   | 27,6           | 30,3           | 35,1           | 39,4           | 41,9           | 37,2           | 30,6           | 30,1           | 31,3           | 31,6           | 29,3           | 27,1           | 32,6           |
| Середня температура, °C | 20,5           | 23,1           | 27,7           | 32,1           | 35             | 31,8           | 27,3           | 27             | 27,6           | 26,4           | 22,7           | 19,9           | 26,8           |
| Середній мінімум, °C    | 13,3           | 15,9           | 20,2           | 24,8           | 28             | 26,4           | 23,9           | 23,8           | 23,8           | 21,2           | 16,1           | 12,7           | 20,8           |
| Абсолютний мінімум, °C  | 5              | 5              | 8              | 15             | 14             | 16             | 20             | 20             | 18             | 13             | 8              | 3              | 3              |
| Норма опадів, мм        | 11.7           | 21             | 19.6           | 15.5           | 22.9           | 209.4          | 369.1          | 365.4          | 216.6          | 52.1           | 11.4           | 4.2            | 1318.9         |
| Днів з дощем            | 1              | 2              | 2              | 2              | 2              | 10             | 16             | 15             | 10             | 3              | 1              | 0              | 64             |
| Вологість повітря, %    | 52             | 45             | 37             | 34             | 37             | 60             | 84             | 84             | 81             | 70             | 57             | 57             | 58             |
| ----------------------- | -------------- | -------------- | -------------- | -------------- | -------------- | -------------- | -------------- | -------------- | -------------- | -------------- | -------------- | -------------- | -------------- |
| Джерело: Weatherbase    |                |                |                |                |                |                |                |                |                |                |                |                |                |

## Історія
Залишки першого міського поселення на місці Райпура розташовані у південній частині міста, де збереглися руїни фортеці та інших споруд. деякі історики вважають, що місто Райпур існував уже на початку IX сторіччя. Однак, більшість вчених сходиться на думці, що місто заснував в останній чверті XIV королем Рама Чандрою.

## Економіка
Завдяки своєму географічному положенню, Райпур є також економічним центром штату. У місті зосереджена торгівля сільськогосподарською продукцією Чхаттісґарх. Окрім того, останнім часом місто стає індустріальним центром — у його околицях розташовані цементні заводи, заводи з виробництва та обробки мармуру, граніту.
Так само присутні текстильна, харчова промисловість, виробництво шелаку.

## Пам'ятки
- Бурха Талабо— у дослівному перекладі «Старе озеро» (Burha Talab), найбільше озеро в місті, особливу красу якого додає острів із зеленими насадженнями.
- Храм Дудхараді (Dudhadari) — 500-літній храм присвячений індуїстському богу Рамі, розташований неподалік від озера Бурха Талабо.
- Махант Гхасі Дас (Mahant Ghasi Das) — музей, містить велику експозицію рукописів, зображень, монет та скульптур.